# Platygaster nigerrimus
Platygaster nigerrimus är en stekelart som först beskrevs av Jean-Jacques Kieffer 1926.  Platygaster nigerrimus ingår i släktet Platygaster och familjen gallmyggesteklar. Inga underarter finns listade i Catalogue of Life.